# 24/7 (East 17)
24/7 è il sesto album della boy band inglese East 17, uscito nel 2017.

## Tracce
1. Strip – 3:16
2. Coming home – 3:07
3. Crying – 3:11
4. Under control – 2:59
5. I want you – 3:24
6. Back in time – 3:35
7. Tell me you're the one – 3:23
8. 50 shades – 3:05
9. Feel the love – 3:43
10. Anybody out there – 3:20
11. Warning – 3:29
12. House of love 2017 – 4:24
13. It's Alright 2017 – 4:38
14. Stay another day 2017 – 4:09
15. Strip (House Remix) – 3:25